# Ludwig Kaas
Ludwig Kaas (23 de maig de 1881 - 15 d'abril de 1952) va ser un sacerdot catòlic romà i polític del Partit de Centre durant la República de Weimar. Va ser fonamental per agilitar el Reichskonkordat entre la Santa Seu i el Reich alemany.

## Carrera inicial
Nascut a Trèveris, Kaas va ser ordenat sacerdot el 1906 i va estudiar història i dret canònic a Trèveris i Roma. El 1906 va doctorar-se en teologia i el 1909 va obtenir un segon doctorat en filosofia. El 1910 va ser nomenat rector d'un orfenat i internat prop de Coblença. Fins al 1933, va dedicar el seu temps lliure a les activitats acadèmiques. El 1916 va publicar el llibre "La jurisdicció eclesiàstica a l'Església catòlica de Prússia" (Die geistliche Gerichtsbarkeit der katholischen Kirche a Preußen a Vergangenheit und Gegenwart mit besonderer Berücksichtigung des Wesens der Monarchie), demostrant la seva experiència en la història de l'església, el dret canònic i els seus interessos polítics. El 1918 va sol·licitar ser enviat a una parròquia, però Michael Felix Korum de Trèveris es va negar i el va nomenar professor de dret canònic al seminari de Trèveris el 1918. En aquesta posició, va publicar l'estudi "Falta a la guerra i el matrimoni en la llei estatal i la llei canònica" (Kriegsverschollenheit und Wiederverheiratung nach staatlichen und kirchlichen Recht), que tracta del casament en cas de cònjuges desapareguts en guerra. El 1919 se li va oferir la càtedra de dret canònic a la universitat de Bonn i inicialment es va inclinar a acceptar-la, però com que no va trobar les condicions a Bonn a gust i després de la consulta amb el bisbe Korum va rebutjar l'oferta.

## Entrada en política
Afavorit per la revolució, Kaas també va decidir dedicar-se a la política i es va unir al Partit de Centre. El 1919 va ser elegit a l'Assemblea Nacional de Weimar i el 1920 al Reichstag, del qual va ser membre fins al 1933. També va ser elegit al consell d'estat prussià, la representació de les províncies de Prússia. Com a parlamentari Kaas especialitzat en política exterior. Del 1926 al 1930 fou delegat alemany a la Societat de les Nacions.
Kaas es va considerar a si mateix un "patriota renenc" i va propugnar la creació d'un estat de Renània en el marc del Reich alemany. El 1923, un any de crisi, ell - igual que Konrad Adenauer, aleshores alcalde de Colònia - va lluitar contra els separatistes que volien desvincular la Renània d'Alemanya. Malgrat l'ocupació francesa, va buscar la reconciliació amb França i va manifestar aquest desig en un famós discurs del Reichstag el 5 de desembre de 1923.
Malgrat les reserves personals cap als socialdemòcrates (SPD), va desenvolupar una relació cordial amb el president Friedrich Ebert i voluntàriament va reconèixer els èxits del SPD després de 1918. Kaas donat suport a la política de reconciliació del ministre d'Afers Exteriors Stresemanni va denunciar l'agitació nacionalista contra aquesta política - agitació que considerava ser irresponsable.

## Assessor del Nunci Pacelli
El 1920, Eugenio Pacelli, el Nunci Papal a Baviera, també va ser nomenat Nunci a Alemanya. Vista aquesta nova posició, va demanar al cardenal Adolf Bertram que li proporcionés experts que poguessin servir d'enllaç entre el nunci de Múnic i els bisbes prussians. Bertram va suggerir a Kaas, que en la seva tasca acadèmica havia desenvolupat un especial interès per les relacions entre l'estat i l'Església catòlica.
La càrrega de treball com a professor, parlamentari i assessor del nunci va tensar les energies de Kaas. Tot i que Kaas va intentar convèncer-se que la seva obligació principal era a la seva pròpia diòcesi, va ser el seu lloc acadèmic el que va sortir sempre darrer. El 1922 estava disposat a renunciar a la seva càtedra, però Bertram i Pacelli van insistir que s'hauria de mantenir fins que hagués obtingut una posició segura dins de la diòcesi que no dificultés els seus compromisos externs. Bertram, seguint els desitjos de Pacelli, va proposar al nou bisbe de Trèveris, Franz Rudolf Bornewasser, per convertir Kaas en canonge de la catedral, però el bisbe es va negar. Kaas, enfadat, va anunciar que renunciaria a tots els altres compromisos i que es concentraria en la seva tasca acadèmica, però finalment es va reconciliar amb Bornewasser. L'1 d'abril de 1924, Kaas va ser nomenat pel capítol de la Catedral.
El bisbe Bornewasser havia permès a Kaas mantenir la seu parlamentària fins al setembre de 1924, però esperava que dimitís després i es concentrés en la seva tasca administrativa i acadèmica dins de la diòcesi. No obstant això, ja que Pacelli va demanar al bisbe que no insistís en això, ja que «entorpiria substancialment la fins ara obra influent del doctor Kaas i danyaria una representació efectiva dels interessos eclesiàstics de manera deplorable». Bornewasser, tot i que legalment en una posició més forta, es va cedir a aquestes consideracions de conveniència i no va tornar a pressionar la seva demanda. El mateix any, Kaas va renunciar a la seva càtedra acadèmica.
Pascalina Lehnert, escrivint després que Pacelli s'hagués convertit en el papa Pius XII, descrivia la relació entre Kaas i Pacelli amb les següents paraules:
| « | Talent, visió i un excel·lent coneixement de la situació van fer de Kaas un gran assessor i un ajudant incalculable. Va ser un aprenent ràpid, un treballador dur i fiable amb bon criteri. El Nunci, el Cardenal i el Pare Sant (és a dir, el Papa) el van apreciar molt. Una vegada i una altra, vaig sentir els elogis més elevats del papa Pius XII. El mossèn sabia, que el Sant Pare tenia una estimació especial per ell i em va dir quant aquest coneixement l'omplia. | » |

El 1925, ja que Pacelli va ser nomenat Nunci Apostòlic a Prússia i traslladat el seu despatx a Berlín, la cooperació entre Pacelli i Kaas es va fer encara més estreta. D'aquesta implicació va créixer una amistat formal, però estreta i duradora, que va romandre un dels factors bàsics al llarg de la vida de Kaas. En aquesta posició, Kaas va contribuir a la conclusió amb èxit de les negociacions del Concordat prussià amb Prússia el 1929.
Després d'aquesta fita, Pacelli va ser convocat al Vaticà per ser nomenat cardenal secretari d'Estat. Pacelli va demanar a Kaas, que l'havia acompanyat en el seu viatge, que es quedés a Roma, però Kaas va declinar a causa dels seus deures eclesiàstics i polítics a Alemanya. Tanmateix, Kaas viatjava freqüentment a Roma, on es quedaria amb Pacelli i experimentaria de primera mà la conclusió del tractat de Laterà, sobre el qual va escriure un article. El 1931 i el 1932 van continuar com a assessor en les negociacions per a un Reichskonkordat; això, però, no va arribar a res.
El 1929, Kaas va publicar un volum de discursos de Nunci Pacelli. En la introducció, el va descriure com: "Angelus no nuntius, ... la seva personalitat impressionant, les seves paraules sacerdotals, la popularitat que va generar en les reunions públiques"

## Kaas com a president del partit
Sense ser candidat, el setembre de 1928 Kaas va ser elegit president del Partit de Centre, per tal de mediar la tensió entre les ales del partit i reforçar els seus vincles amb els bisbes. A partir de 1930, Kaas va recolzar lleialment l'administració sota el centre de Heinrich Brüning. El 1932 va fer una campanya per a la reelecció d'Hindenburg, anomenant-lo una «venerada personalitat històrica» i «el guardià de la constitució». Com que els seus freqüents viatges al Vaticà dificultaven la seva tasca de president, Kaas estava disposat a cedir el lideratge del partit a Brüning, que Hindenburg havia renunciat al maig, però l'ex canceller va declinar i va demanar al prelat que es quedés.
El 1932 Kaas i Brüning van portar el Partit del Centre a oposar-se al nou canceller: el renegat del partit Franz von Papen. Kaas el va anomenar «Efialtes del Partit de Centre». Kaas va intentar restablir un parlament de treball mitjançant la cooperació amb els nacionalsocialistes.

### La Llei de Capacitació de Hitler
Quan Adolf Hitler es va convertir en Canceller el 30 de gener de 1933 basat en una coalició entre el Partit Nacional Socialista dels Treballadors Alemanys (NSDAP), el Partit Nacional del Poble d'Alemanya (DNVP) i conservadors independents que van excloure el Partit de Centre, Kaas es va sentir traït. En la campanya prèvia a les eleccions del 5 de març, Kaas va fer una gran campanya contra el nou govern, però després que els partits governamentals aconseguissin la majoria, va visitar el vicecanceller Papen i es va proposar acabar amb les seves animositats.
Més tard aquell mes, a partir del 15 de març, va ser l'advocat principal de suport a la Llei de Capacitació de l'administració de Hitler a canvi d'algunes garanties constitucionals i, suposadament eclesiàstiques. Hitler va respondre positivament mitjançant Papen. Els dies 21 i 22 de març, la direcció del centre va negociar amb Hitler sobre les condicions i va arribar a un acord. El govern va prometre una carta, en la qual Hitler confirmaria l'acord per escrit, però mai no es va lliurar.
Kaas, tant com els altres líders del partit, era conscient de la dubtosa naturalesa de qualsevol garantia i, quan la fracció del Centre es va reunir el 23 de març per decidir el seu vot, va aconsellar encara els seus companys del partit que donessin suport al projecte de llei, atès que "l'estat precari de la fracció", dient: «D'una banda, hem de preservar la nostra ànima, però, d'altra banda, un rebuig de la Llei Habilitadora derivaria en conseqüències desagradables per a la fracció i la festa. El que queda és només protegir-nos contra la pitjor. Si no s'hagués obtingut la majoria de dos terços, els plans del govern es podrien dur a terme per altres mitjans. El president ha adquirit l'acceptació de la Llei d'actuació. Des del DNVP no s'espera cap intent d'alleujar la situació.»
No obstant això, un considerable grup de parlamentaris es van oposar al curs del president, entre els quals es trobaven els antics cancellers, el seu nèmesi Heinrich Brüning i Joseph Wirth i l'exministre Adam Stegerwald. Els opositors també van argumentar sobre el magisteri social catòlic que descartava participar en un acte de revolució. No obstant això, els defensors van argumentar que ja s'havia produït una "revolució nacional" amb el nomenament de Hitler i el decret presidencial que suspenia els drets bàsics i que la Llei Habilitadora contindria força revolucionària i tornaria al govern a un ordre legal. Les dues agrupacions no es van veure afectades per l'autoretrat de Hitler com una cooperació que buscava moderada, tal com es va donar el dia de Potsdam del 21 de març, en contra de les SA més revolucionàries dirigides per Ernst Röhm.
Al final, la majoria dels parlamentaris del centre van donar suport a la proposta de Kaas. Brüning i els seus seguidors van acordar respectar la disciplina del partit votant també a favor del projecte de llei.
El 23 de març, el Reichstag es va reunir al migdia en circumstàncies turbulentes. Alguns homes de les SA servien de guàrdies, mentre que d'altres s'amuntegaven fora de l'edifici, tant per intimidar qualsevol opinió oposada. El discurs de Hitler, que posava èmfasi en la importància del cristianisme per a la cultura alemanya, tenia com a objectiu particularment assegurar les sensibilitats del Partit de Centre i gairebé va incorporar les garanties sol·licitades per Kaas. Kaas va pronunciar un discurs i va manifestar el suport del Centre per al projecte de llei enmig de "preocupacions posades de banda", mentre que Brüning va restar en silenci. Quan el parlament es va reunir de nou al vespre, tots els partits tret del SPD, representat pel seu president Otto Wels, van votar a favor de la Llei Habilitadora. Aquesta votació va suposar un pas important en la institució de la dictadura d'Adolf Hitler i es recorda com el principal exemple de democràcia que votava per la seva pròpia desaparició.
A causa de la sol·licitud de garanties de Kaas i de la seva posterior implicació en les negociacions del Reichskonkordat, de vegades s'al·lega que l'assentiment de Kaas era part d'un projecte quid pro quo d'interessos entre la Santa Seu i el nou règim. Tanmateix, no hi ha proves per a la participació de la Santa Seu en aquestes relacions.
Kaas tenia previst viatjar a Roma des del començament de l'any, per parlar d'un conflicte a Eupen i Malmedy, antigues poblacions alemanyes que ara pertanyien a Bèlgica, on havien estat arrestats els sacerdots. Aquest viatge havia estat ajornat pels esdeveniments polítics: primer el nomenament de Hitler, després les eleccions de març, després per la Llei Habilitadora-, però el 24 de març, un dia després de la decisió, Kaas finalment va aconseguir marxar cap a Roma. Durant aquesta estada, Kaas va explicar a Pacelli la raó del Centre per accedir a la Llei d'actuació. El 30 de març, va ser cridat a Alemanya per prendre part en les sessions del comitè de treball, promeses durant les negociacions sobre la Llei d'Actuació. Aquest comitè estava presidit per Hitler i Kaas i devia informar sobre mesures legislatives posteriors, però només es va reunir tres vegades: el 31 de març, el 2 d'abril (seguit d'una conversa privada entre Kaas i Hitler) i el 7 d'abril. El 5 d'abril, Kaas també va informar a l'oficina estrangera de la seva intervenció en l'afer Eupen-Malmedy.

## Reichskonkordat
El 7 d'abril, directament després de la tercera reunió del comitè de treball, Kaas va deixar de nou Berlín i es va dirigir cap a Roma. L'endemà, després d'haver canviat de tren a Múnic, el Prelat va trobar-se amb el vice-canceller Papen al vagó menjador. Papen anava oficialment de vacances a esquiar a Itàlia, però la seva destinació real era la Ciutat del Vaticà, on havia d'oferir un Reichskonkordat en nom del seu govern. Kaas i Papen van viatjar junts i van tenir algunes discussions sobre el tema al tren. Després de la seva arribada a Roma, Kaas va ser rebut primer per Pacelli el 9 d'abril. Un dia després, Papen va tenir una reunió matinal amb Pacelli i va presentar l'oferta de Hitler. El cardenal Pacelli posteriorment, va autoritzar Kaas, conegut per la seva experiència en les relacions Església-Estat, a negociar el projecte dels termes amb Papen .
Aquestes discussions també van perllongar la seva estada a Roma i van plantejar qüestions a Alemanya sobre un conflicte d'interessos, ja que com a parlamentari alemany assessorava el Vaticà. El 5 de maig, Kaas va renunciar al càrrec com a president del partit, i la pressió del govern alemany el va obligar a retirar-se de la participació visible a les negociacions del concordat. Si bé presumptament el Vaticà va intentar impedir l'exclusió del clergat i de les organitzacions catòliques de la política, Pacelli era conegut per afavorir la retirada de tots els sacerdots de la política activa, que és la posició de l'Església a tots els països fins avui. Al final, el Vaticà va acceptar la restricció al camp religiós i caritatiu. Fins i tot abans de la conclusió de les negociacions romanes, el Partit del Centre va cedir a la pressió del govern creixent i es va dissoldre.
Segons Óscar Halecki, Kaas i Pacelli, «a causa de l'exclusió dels catòlics com a partit polític de la vida pública d'Alemanya, va trobar tot el més necessari que la Santa Seu asseguri que el govern garanteix mantenir la seva posició en la vida de la nació» Sosté que Hitler no tenia des del principi cap altre objectiu que una guerra d'extermini de l'Església. Pacelli, ara papa Pius XII, es va trobar amb els cardenals alemanys el 6 de març de 1939, tres dies després de la seva elecció. Es va referir als constants atacs nazis contra l'Església i a les respostes nazis a les seves protestes, dient: «Sempre responen "perdó", però no podem actuar perquè el concordat encara no és vinculant legalment. Però després de la seva ratificació, les coses no van millorar ni van empitjorar. Les experiències dels darrers anys no són encoratjadores». Malgrat això, la Santa Seu va continuar les relacions diplomàtiques amb Alemanya per "connectar-se amb els bisbes i fidels a Alemanya". Com a resultat del Concordat, l'Església va obtenir més professors, més edificis d'escoles i més llocs per als alumnes catòlics. Al mateix temps, era conegut que Pacelli i el papa Pius XI sabien que els jueus eren tractats de manera molt diferent. El vot del Partit del Centre per la Llei de Capacitació, a instància de Kaas, va ser una acció que va fomentar l'establiment de la tirania hitleriana.

## Al Vaticà
Kaas, que havia tingut un paper fonamental en les negociacions del concort, esperava dirigir una oficina d'informació, vigilant la implementació a Alemanya. Tanmateix, el cardenal Bertram considerava Kaas com l'home equivocat, atès el seu passat polític. Així mateix, la conducta de Kaas va ser controvertida entre els seus companys de partit, que van veure el seu sobtat i durador pas a Roma com un acte de desviació i la seva participació en les negociacions del concordat com a traïció al partit. Un exemple primordial d'aquesta visió és Heinrich Brüning, que va denunciar Kaas en les seves pròpies memòries escrites a l'exili i que no eren indiscutibles entre els historiadors.
El cardenal Bertram havia proposat elevar Kaas a honors sense responsabilitats. Per això, Kaas va ser nomenat protonotari papal el 20 de març de 1934 i canonge de la basílica de Sant Pere el 6 d'abril de 1935. Mentrestant, la diòcesi de Trèveris va destituir Kaas de la seva posició en el capítol de la catedral de Trier.
L'exiliat Kaas va patir la nostàlgia i el rebuig dels seus companys de partit i de l'episcopat alemany. El 20 d'agost de 1936, Kaas va ser nomenat Oeconomicus i secretari de la Santa Congregació de la Fàbrica de la basílica de Sant Pere.
Pacelli va ser elegit papa Pius XII el 2 de març de 1939. Al final d'aquest any, després de l'esclat de la Segona Guerra Mundial, Kaas va ser una de les figures claus dels Intercanvis secrets del Vaticà, en els quals els cercles Widerstand de l'exèrcit alemany van intentar negociar amb el Aliats mitjançant la mediació del papa Pius XII. Josef Müller, un advocat bavarès, viatjaria a Roma des de Berlín amb instruccions de Hans Oster o de Hans von Dohnanyi i negociaria amb Kaas o el secretari del Papa Robert Leiber, per tal d'evitar el contacte directe entre Müller i el Papa. Aquests intercanvis es van reprendre el 1943 després de la conferència de Casablanca, però cap dels dos intents va tenir èxit.
Després de la seva elecció, Pius XII havia decidit accelerar les excavacions arqueològiques sota la basílica de Sant Pere i va posar-hi a càrrec Kaas. En el missatge de Nadal de l'Any Sant de 1950, Pius XII va presentar els resultats preliminars, que consideraven probable que la tomba de Sant Pere es trobés a sota de l'altar papal de la Basílica. No totes les preguntes es van resoldre i Kaas va continuar les excavacions després de 1950, malgrat una malaltia emergent.
Ludwig Kaas va morir a Roma el 1952, amb 70 anys. Va ser enterrat per primera vegada al cementiri de Campo Santo al Vaticà. Més tard, el papa Pius XII va ordenar que el cos del seu amic fos posat a la cripta de la basílica de Sant Pere. Ludwig Kaas és així l'únic mossèn que descansa als voltants de pràcticament tots els papes del segle xx. Per succeir-lo en la seva obra, el papa Pius XII va nomenar una dona, la professora Margherita Guarducci, una altra novetat del Vaticà.

## Publicacions
Ludwig Kaas va ser un escriptor erudit i prolífic, tractant una àmplia gamma de qüestions en llatí o alemany sobre dret civil, reforma de l'educació, teologia moral i sistemàtica, dret canònic, presoners de guerra, discursos d'Eugenio Pacelli, qüestions històriques, qüestions polítiques de la República de Weimar i el Reichskonkordat. Alguns dels seus escrits van ser publicats després de la seva mort.